# Canaricultura

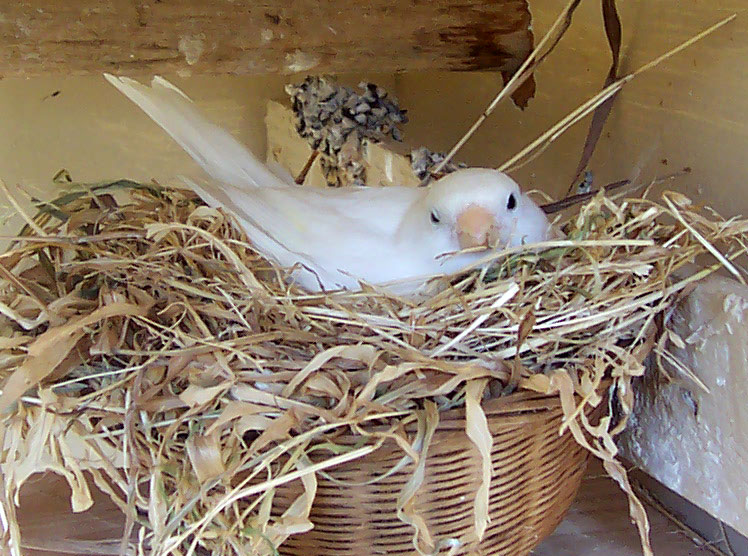
Canario en su nido.

La canaricultura es la rama de la avicultura que se ocupa de la cría y métodos de crianza del canario doméstico (Serinus canaria domestica). Por extensión, la crianza de otras aves de jaula del orden de los passeriformes (como, por ejemplo, el diamante mandarín, el ruiseñor del Japón o el jilguero parva), se consideran parte de la canaricultura.

## Tipos de canaricultura
Hay tres tipos de canaricultora cada una se preocupa en destacar o pontenciar una de las cualidades del canario son el canto, la forma y el color.
- Canaricultura de color.
- Canaricultura de postura.
- Canaricultura de canto.

## El canario
Dentro de la canaricultura, hay que asignarle un papel predominante al canario silvestre. Este es una pequeña ave del orden de los passeriformes y de la familia de los fringílidos, propio de los archipiélagos atlánticos de las Islas Canarias, las Azores y las Madeira.
El tamaño de canario doméstico varía según los estándares de las diferentes razas, siendo de una longitud mínima de 11,5 cm y la máxima de 23,5 cm. 
En estado silvestre, presenta un plumaje de color amarillo verdoso, aunque las diversas variedades domésticas muestran una gama cromática mucho más amplia viéndose ejemplares blancos, crema, amarillo pálido, amarillo pajizo, amarillo oro (dorado), naranja, rojo, rosado, damasco, verde, pardo, gris, etc. presentes en los canarios domésticos.

## Razas de canario
La domesticación de esta ave ha llevado a que, con el correr del tiempo, se haya dado paso a la existencia de diferentes razas. Según la finalidad de cada una de ellas, se las suele dividir en tres grandes grupos, a saber:
- Canarios de canto
- Canarios de color
- Canarios de forma

Las principales razas de canario son:

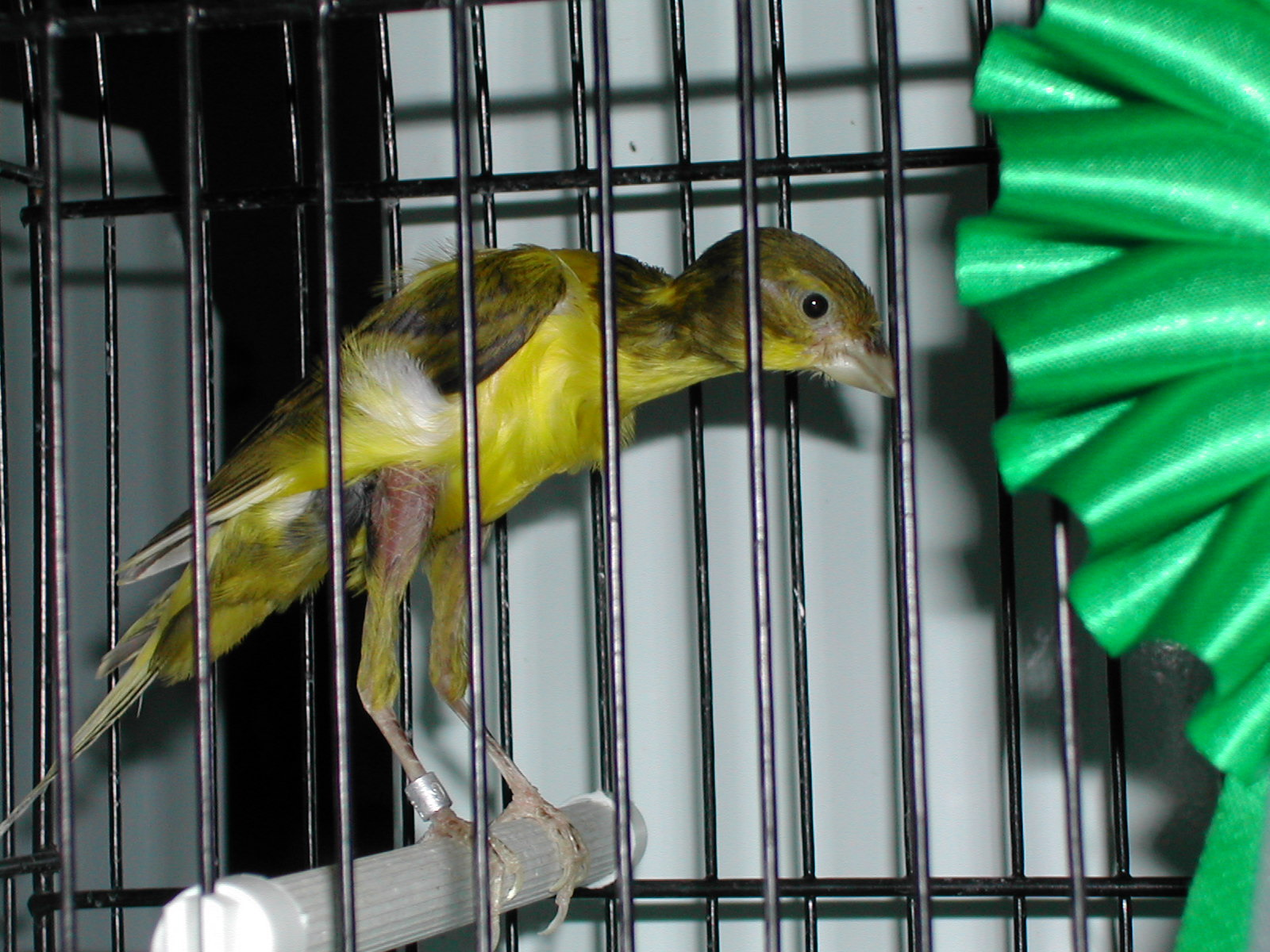
Canario gibber itálico.

| - Canario bernois - Canario border - Canario bossu belga - Canario cantor americano[cita requerida] - Canario cantor ruso[cita requerida] - Canario crestado - Canario fife fancy - Canario gibber itálico - Canario giboso español - Canario gloster - Canario hosso japonés - Canario Lancashire - Canario Lizard - Canario Llarguet - Canario malinois | - Canario melado de Tenerife - Canario moñudo alemán - Canario muniqués - Canario Norwich - Canario raza española - Canario rizado de París - Canario rizado del norte - Canario rizado del sur - Canario rizado fiorino - Canario rizado gigante italiano - Canario rizado padovano - Canario rizado suizo - Canario roller - Canario timbrado español - Canario scotch fancy |

## La cría del canario
Por lo general, la cría de esta ave se lleva adelante en el hemisferio norte desde mediados de marzo a mediados de julio y en el hemisferio sur entre fines de agosto y mediados de enero. 
El primer trabajo del canaricultor consiste en seleccionar aquellos ejemplares que desea cruzar, teniendo en cuenta, fundamentalmente, dos parámetros: edad y estado de salud del pájaro. Generalmente, se considera que los pichones están aptos para el apareamiento a partir de los siete meses de vida, variando la finalización de su vida reproductiva de acuerdo con el sexo: las hembras se consideran útiles para el servicio hasta los cuatro años, mientras que los machos hasta los seis.
El estado de salud del canario se controla a través del color de sus deposiciones, debiendo ser de un negro nítido la materia fecal, y de un blanco hueso el orín (una vez seco)
Ya elegido el casal, con edades y estado de salud acorde, comienza la tarea del emparejamiento entre los ejemplares seleccionados. Esta se realiza los últimos días de invierno, iniciándose con la colocación de la hembra sola en una jaula de cría; tras unos días, se divide con una rejilla la jaula y se coloca el macho separado de la hembra; es en ese momento cuando a la hembra se le otorga una base de nido y material para que lleve adelante la construcción del mismo (hilo, plumas, pequeñas ramas, pelambre de animales). En pocas jornadas, el macho comenzará a cantar de manera estridente; ese es el momento en el que se quitará la rejilla y se permitirá que ambas aves se reúnan.
Es frecuente que una vez unidos macho y hembra se sucedan peleas entre ambos. El canaricultor, entonces, separa al macho nuevamente y vuelve a intentar el apareamiento un par de días después. De no tomarse este recaudo, dado que la hembra aún no ha entrado en celo, ambos ejemplares pueden resultar seriamente dañados.

A la semana de ocurrido el apareamiento, la hembra realiza una puesta de entre tres y cinco huevos, a razón de a un huevo por día. Una vez concluida la postura, la hembra incubará los huevos durante trece días; es conveniente que el macho permanezca en la jaula con la hembra puesto que durante el período de incubación esta prácticamente no abandonará el nido en ningún momento siendo él el encargado de proporcionarle la alimentación pertinente para que su estado de salud no se deteriore.

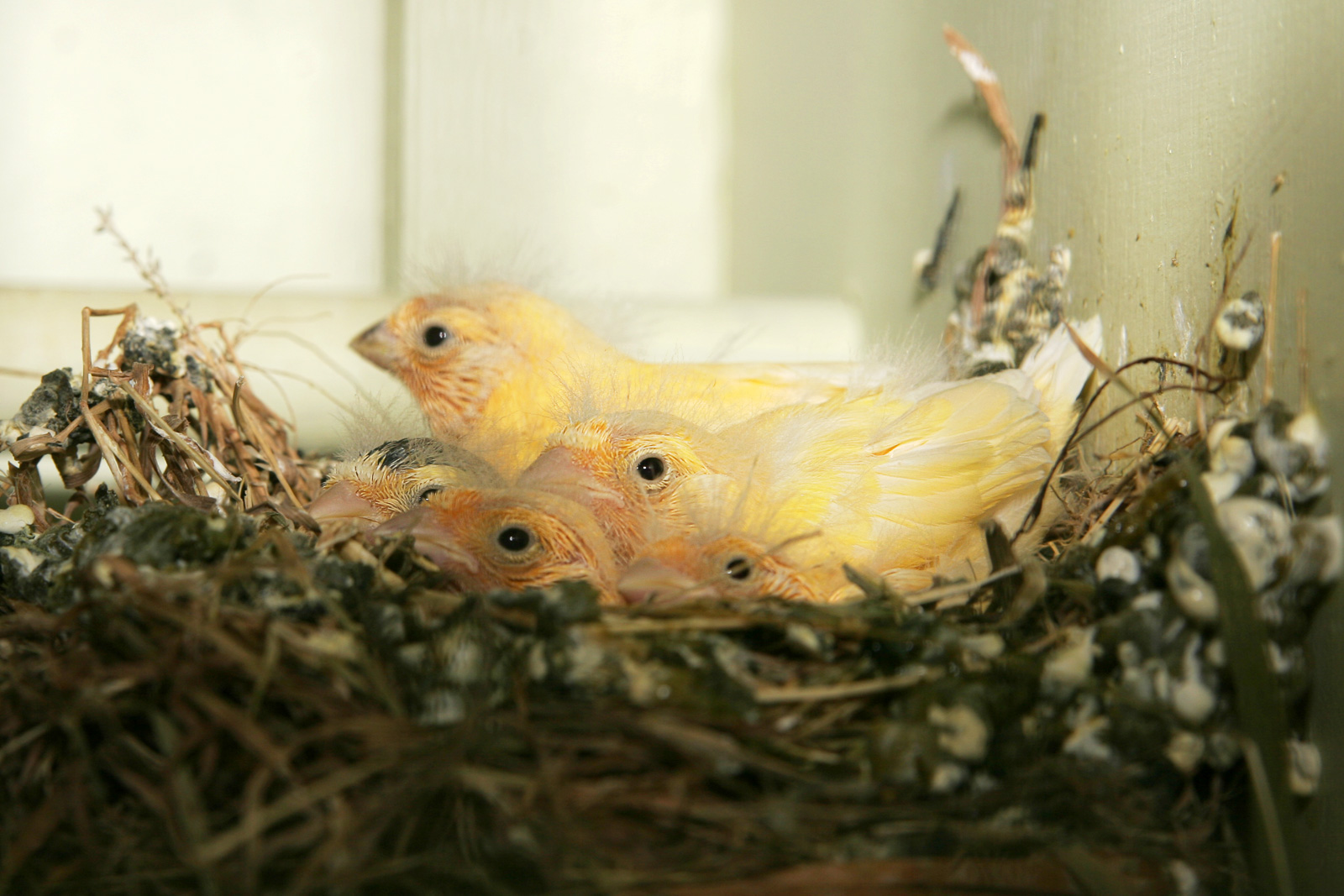
Pichones de canario en el nido.

Los pichones de canario al nacer están desnudos a excepción de un modesto plumón que cubre la parte posterior de la cabeza y el lomo. Las crías crecen velozmente, siendo a los veinte días de edad del mismo tamaño de los padres y totalmente emplumados, dando sus primeros paseos por la jaula. Al mes ya se alimentan solas y es conveniente separalas de los padres para que estos no los lastimen y para que puedan llevar adelante una segunda nidada. Es frecuente que antes de que se efectúe la separación la hembra haya realizado ya la segunda puesta.